# Irządze (Silezië)
Irządze is een dorp in het Poolse woiwodschap Silezië, in het district Zawierciański. De plaats maakt deel uit van de gemeente Irządze en telt 840 inwoners.